# You Win Again (chanson des Bee Gees)
Pour la chanson homonyme de Hank Williams, voir You Win Again.
Singles de Bee Gees
Someone Belonging to Someone
(1983) E.S.P.
(1987)
You Win Again est une chanson écrite, composée et interprétée par les Bee Gees sortie en single en 1987, premier extrait de l'album E.S.P..
Elle connaît un grand succès, arrivant en tête des ventes dans plusieurs pays. Au Royaume-Uni, les Bee Gees deviennent le premier groupe à classer au moins une chanson no 1 dans trois décennies différentes (années 1960, années 1970 et années 1980).
Le succès est moindre aux États-Unis où le titre ne se classe que 75e dans le Billboard Hot 100.

## Distinction
En 1988, You Win Again remporte le Ivor Novello Award de la Meilleure chanson contemporaine.

## Classements hebdomadaires
| Classement (1987)                      | Meilleure position |
| -------------------------------------- | ------------------ |
| Afrique du Sud (Springbok Radio)       | 2                  |
| Allemagne (GfK Entertainment)          | 1                  |
| Australie (Kent Music Report)          | 10                 |
| Autriche (Ö3 Austria Top 40)           | 1                  |
| Belgique (Flandre Ultratop 50 Singles) | 2                  |
| États-Unis (Billboard Hot 100)         | 75                 |
| Europe (Eurochart Hot 100 Singles)     | 1                  |
| France (SNEP)                          | 14                 |
| Irlande (IRMA)                         | 1                  |
| Italie (FIMI)                          | 4                  |
| Norvège (VG-lista)                     | 1                  |
| Nouvelle-Zélande (RMNZ)                | 18                 |
| Pays-Bas (Nederlandse Top 40)          | 5                  |
| Pays-Bas (Single Top 100)              | 6                  |
| Royaume-Uni (UK Singles Chart)         | 1                  |
| Suède (Sverigetopplistan)              | 8                  |
| Suisse (Schweizer Hitparade)           | 1                  |

## Certifications
| Pays              | Certification | Unités certifiées |
| ----------------- | ------------- | ----------------- |
| Allemagne (BVMI)  | Platine       | 500 000           |
| France (SNEP)     | Argent        | 250 000           |
| Royaume-Uni (BPI) | Or            | 400 000           |

## Reprise
You Win Again a été reprise par le boys band américain B3 en 2001. Cette version s'est classée 19e en Allemagne, 15e en Autriche et 84e en Suisse,,.